# Магнезиальный цемент
Магнезиа́льный цеме́нт (или магнезиа́льное вя́жущее) — вид неорганического вяжущего вещества на основе оксида магния, используемого для производства бетона. Затворяется хлоридом и/или сульфатом магния.

## Составляющие
1. Оксид магния (MgO). Может быть получен из магнезита MgCO3 или доломита (MgCO3·CaCO3) путём прокаливания при определённых температурах, с последующим помолом. В зависимости от вида использованного сырья называется каустический магнезит или каустический доломит. Использование каустического доломита обычно нежелательно, так как он содержит примеси не вяжущих CaCO3 и CaO, что очень отрицательно влияет на свойства строительного материала[1].
2. Хлорид магния. Наиболее часто применяется в качестве затворителя.
3. Сульфат магния. Реже применяется в качестве затворителя, чем хлорид магния. Позволяет достичь большей водостойкости, но при некоторой потере прочности материала.

Затворяется хлоридом и сульфатом магния, так как эти вещества катализируют гидратацию оксида магния, что сокращает сроки схватывания во много раз.

## Достоинства
Быстрое твердение, высокая достигаемая прочность. Высокая адгезия к древесине.

## Недостатки
Высокая коррозионная активность.

## Применение
Магнезиальный цемент используют для устройства полов, ступеней, производства стекломагниевых листов (СМЛ), элементов декора.